# Воскресенська церква (Гродно)
Воскресенська церква  — давньоруська церква ХІІ століття, яка існувала у ХІІ-XVII ст. в місті Гродно, нині Гродненської області Республіки Білорусь. 
Відносилася до Гродненської школи зодчества. Точне місцезнаходження церкви невідоме, вважається, що вона знаходилася на території Нового замку.

## Локалізація. Археологічні дослідження
Була побудована на території Нижнього міста і швидше за все була зведена в одному стилі з Каложською і Нижньою. Точне місце розташування церкви донині ще не з'ясоване. Влітку 2004 році під час прокладання труби водопроводу біля воріт Нового Замку були знайдені залишки забудови з плінфи. Однак гродненські археологи констатували, що мова йде про повторне використання плінфи. В результаті залишки стін були засипані, щоб не перешкоджати виїзду машин з гаража облвиконкому.
Широкі археологічні дослідження території Нового Замку не проводилися. Тільки в 1987 - 1988 рр. невеликий розкоп був закладений археологом А. Кравцевичем, в ході якого виявлені залишки кераміки та глеків-голосників, а в 2010 р. були проведені розкопки на курдонері замку, виявлені залишки фундаментів, проте матеріальне забезпечення закладів культури не дозволило продовжити розкопки.

## Історія
Воскресенська церква відносилася до групи культових будівель ранньосередньовічного міста. Вона була вимурована в 12 ст. на просторі окольного міста, який розташовувався на сусідньому з Замковою горою підвищенні.
За гравюрі Цюнта, на території сучасного Нового Замку знаходилися: Воскресенська церква, Королівський будинок, міст і два довгих будинки (один кам'яний, другий дерев'яний).
У 1613 р. Воскресенська церква згоріла і була перенесена в місто на Різницьку вулицю. Згідно інвентарю 1633 р. в королівському дворі знаходилася в тому числі і мурована церква. Місцезнаходження церкви було описане в інвентарі гродненського замку 1653 р.: "Виходячи із замку мурованого на парках, з моста йдучи направо, кам'яна церква; під нею склеп". Церковна юридика складалася з двох частин: площ, що лежали на території колишнього окольного міста, та монастиря з Малою церквою.
Із заміток гродненського протопопа Юзефа Валевича, якому було доручено проведення перевірки церковних будівель в 1659 р., з'ясувалося, що «ворог московський вивіз церковні документи, літургійне начиння та дзвони». Крім того, були вбиті священики Стефан Лацевич, Якуб Парфенович і Ян Боровський.
Ревізія Гродно 1680 р. не містить ніякої інформації про церкву, швидше за все, вона була зруйнована під час війни з Москвою.
Відповідно до джерел 1752 році церковні фундушеві площі лежали на правому боці Різницької вулиці, яка йшла з Ринку. Вони були забудовані двориком і плебанією. Лаконічний опис споруд церковної юридики поміщений на плані Гродна 1753 р.: «юридика руського попа». У 1754 р. Воскресенська церква потрапила в список дев'яти повністю покинутих храмів, при ній жив пресвітер Ленкевич. Не виключено, що в другій половині 18 ст. храм вже не діяв. У 1768 р. на церковних площах залишилося лише кладовище. З плином часу Воскресенську церкву спіткала доля інших церков міста.